# 異世界居酒屋「阿信」
《異世界居酒屋「阿信」》是日本小說家蝉川夏哉創作的輕小說作品，由転負責插畫。最早於2012年10月於小說投稿網站成為小說家吧連載，並於2014年9月由寶島社發行。2018年6月，修訂版本獲選第2屆網路小說大賞 （页面存档备份，存于）。截至2021年2月，該系列的累積發行量已超過400萬。
2015年8月，漫畫版於角川書店Young Ace開始連載，作畫為ヴァージニア二等兵；2015年10月，由原插畫家転作畫的版本《異世界居酒屋「阿信」 ~ 小忍與大將的古都飯》於這本漫畫真厲害！網路漫畫平台開始連載，2016年4月發行單行本；2017年4月，外傳漫畫《異世界居酒屋「阿信」 ~ 艾法與美味點心》開始連載，作畫為ノブヨシ侍；2018年3月，外傳漫畫《異世界居酒屋「劍」》開始連載，作畫為碓井ツカサ。獲選2024年「BookLive!讀者票選」奇幻漫畫類第10名，在2024「BookLive!讀者票選」的「讀者票選推薦最佳100部異世界漫畫」的排行榜中，位居少年漫畫·青年漫畫的第4名。
動畫化企劃於2016年11月發表，2018年4月開始以WEB動畫形式播出，同年10月於日本BS放送和ジュピターテレコム （页面存档备份，存于）播出；並於同月發行紀念動畫化的原創動畫《異世界居酒屋「阿信」原創便當》。截至2020年1月，WEB動畫累計觀看次數已超過2000萬。
2020年5月，由品川祐執導，大谷亮平和武田玲奈主演的真人電視劇版本於WOWOW播出，由2020年5月16日至7月17日起每周五凌晨0時播放，全10集，每集30分鐘。
第二季~魔女與大主教編~，於2022年5月27日至7月29日每周五晚上23時播放，全10集，每集30分鐘。
第三季~皇帝與歐伊利亞公主編~，於2023年1月13日至3月17日每周五晚上23時播放，全10集，每集30分鐘。

## 故事背景

### 異世界
本作的異世界處於一個有別於現實宇宙的星球，夜晚會出現兩個月亮。除此之外，在地理、人文與政治區塊上都類似現實中古時期的歐洲，例如：
- 居酒屋「阿信」所在的古都艾塔利亞是帝國盧歐(簡稱帝國)的直轄領地。政商發達，人民以啤酒和馬鈴薯為主食，類似現實的德國；
- 帝國西南邊的東王國歐伊利亞，當地王室喜愛蒐羅各地故事，並有較帝國發達的高甜文化，類似現實的法國；
- 帝國南邊的聖王國魯普西亞是教廷的所在地，人民多為黑髮，類似現實的義大利；
- 聯合帝國鐵魯第亞與北方三領邦，類似現實的大英國協與北歐。
- 作為故事主舞台的古都，性質類似於中世紀歐洲的自由城市，擁有由工商業者組成的自治議會，並擁有不被周邊貴族干涉與徵稅的治外法權。

由於古都位處內陸，百姓除了啤酒、馬鈴薯與獸肉外，很難取得新鮮的漁獲、蔬菜和辛香料，必須依賴河運和每年春天舉行的帝國市集才能取得。
異世界各地的語言似乎是通用的，「阿信」員工與異世界人也不存在語言隔閡，但卻存在文字差異：異世界人看不懂日文店名與菜單。此外，異世界流通的貨幣是金幣和銀幣，「阿信」在獲得異世界貨幣後，必須在現實世界的古物商處換取現金。

### 居酒屋「阿信」
現實世界是位於京都商店街，外表平凡的居酒屋。共有兩層樓，一樓為店舖，二樓為大將的起居空間。從現實世界的前門進入店鋪，再次從正門出來時則會來到異世界城市──古都艾塔利亞。廚房的後門一般連接現實世界，來自現實世界的員工(如小忍)會透過此門前往京都商店街採買食材；如果從後門走出的是對阿信心懷惡意的異世界人(如達米安)，則會進入該店守護神白狐掌管，充滿千本鳥居的另一個異次元空間，必須得到白狐的同意才能返回居酒屋；反之如果是不懷惡意的異世界人（如艾法）走出的話則會到達現實世界，不過不知為何異世界人（包含原本是日本人的依田康三郎）在透過後門來到現實世界的期間，如果移動到離阿信過遠的地點會迷路找不到阿信，需要白狐帶路才能順利回到阿信。
店長與小忍大至依照依日本物價的水準訂定料理的價格，成為大體以古都平價食堂水準提供高水準飲食的地方，廣受工匠、商人等殷實階級的喜愛，但對擔任士兵時期的漢斯那樣收入的一般古都勞動者來說，仍是要剛領薪水時才捨得消費的地方。

## 登場人物

### 居酒屋「阿信」
矢澤信之 / 信(矢澤信之 / ノブ)
聲優 - 杉田智和 / 演員 - 大谷亮平
「阿信」的老闆兼料理人，通稱「大將」。32歲。
高中畢業後進入京都老字號料亭「幸剛」擔任料理長助手。因為料理生涯起步晚，所以相當努力的精進手藝。用14年的時間完成自己的料理風格，出師自立門戶。
在料理之路腳踏實地，堅忍不服輸；進入古都後也不斷嘗試過去較為陌生的西式料理，是職人精神的典範。
性格木訥謙和、嚴謹認真，但也有糊塗犯傻的一面，如離開店鋪時忘記鎖門。另外因為學徒時期曾吃過食材準備不夠的苦頭，有時會犯進貨過量的毛病而被小忍和艾法嘮叨。
喜歡用厚切培根下酒，興趣是看警匪偵探劇。
千家忍 / 小忍(千家しのぶ / シノブ)
聲優 - 三森鈴子 / 演員 - 武田玲奈
「阿信」的服務生兼看板娘，負責接客、介紹菜單與上菜，偶爾也會協助料理。23歲。
原老字號料亭「幸剛」千金，為了重振衰頹的料亭而被家族許配給某銀行副經理的少爺。她心生不滿逃家，巧遇剛離開「幸剛」準備自立門戶的信之，從而成為阿信的員工。
從小被當成料亭女將栽培，因此在待客服務與料理上都有高超的造詣。能對接待過的客人過目不忘，牢記對方的喜好，給予最溫暖體貼的服務；同時也能強硬的驅趕壞顧客。
擁有被稱為「神之舌」的敏銳味覺，能察覺料理火候的微小差異並提出中肯的建言。信之曾說過:「在當廚師見習生時，最害怕自己做的員工餐被小忍沒吃完。」
最喜歡白魚天婦羅；除此之外也很享受在深夜吃沖泡炒麵的背德感。
漢斯(ハンス)
聲優 - 阿部敦 / 演員 - 小林豊
故事初登場時是古城的衛兵，受同事尼古拉斯介紹來到「阿信」，愛上「阿信」的「奧丁鍋」(關東煮)，從而成為常客，曾對小忍有過淡淡的好感。
受「阿信」的料理吸引而辭掉衛兵之職，進入「阿信」擔任學徒。因出生自玻璃匠家族，對於擺盤和器皿搭配的美感頗有天分。
在得知「阿信」的秘密時，擔心自己會應過於依賴日本的原物料而無法自立門戶。所幸之後從聯合王國處得到製作醬油與味噌的原料大豆。
自己摸索出以蒸煮方式料理的「漢斯水餃」，成為「阿信」的新菜單。往職業料理人的目標又更進一步。
艾法(エーファ)
聲優 - 久野美咲 / 演員 - 新谷柚美（新谷ゆづみ）
「阿信」的服務生，平時負責清潔、端菜、打雜，在學會識字與計算後也會負責採買。
出身農家的小女孩，但家境因失去土地而變得貧困。為了獲得飲用水而想偷竊「阿信」店裡的水龍頭，被小忍原諒後成為「阿信」的員工。家裡除了雙親外還有弟妹與已經到外地工作的哥哥。
聰明伶俐且學習力強，從艾特文助祭那兒學會識字與計算，味覺與嗅覺也因為工作時嘗試員工餐逐漸變的敏銳。偶爾會展露姐姐的風範監督客人的舉止，被客人視為吉祥物。
曾為了追趕取走供品油豆皮的白狐而闖入後門因此跑到了現實世界，結果在震驚於現實世界的各種事物之餘，還將前來關心的警察誤認為綁架犯，之後在慌亂之下跑到了供奉白狐的神社，後來在白狐的傳送下成功回到了阿信，最終因白狐的委託而要求大將將供品改為豆皮壽司，是第一個發現「阿信」秘密的異世界人。
喜歡吃蛋料理，尤其是蛋包飯。自己摸索出新料理「雙月蕎麥麵」，從而體會到研發料理的樂趣。
海米娜(ヘルミーナ)
聲優 - 內田真禮 / 演員 - 堀田茜
「阿信」的服務生，負責接客和端菜。生產後離職育兒。16歲。
烏賊漁夫的女兒，貝魯霍爾德的妻子。出嫁時父親給予大量嫁妝，但由於東王國密探讓急於離開古都而付給車夫雙倍價錢的緣故，使原本要雇用車夫協助喬遷的貝魯霍爾德只能將宿舍暫時作為嫁妝的倉庫，無處可住的海米娜則在「阿信」工作換宿。由於本人工作意願高且賢慧能幹，幾乎成為「阿信」的正職員工。之後因懷孕離職。
與纖細的外表相反，擁有漁港鍛鍊出的強大腕力和抓握力，連身為衛兵的漢斯和尼古拉斯都甘拜下風；也曾在眾人驚慌失措之際，沉穩而快速的捉住在「阿信」店裡逃竄的活章魚。
最喜歡烏賊一夜乾與蒲燒鰻便當。
莉亞蒂奴・迪歐・盧布(リオンティーヌ・デュ・ルーヴ)
聲優 - 小松未可子 / 演員 - 早霧聖奈（早霧せいな）
出生於東王國的女傭兵，後來代替休產假而因此暫時離職育兒的海米娜成為「阿信」員工，擔任服務生、保鑣與品酒師。26歲。
家族世代以烏賊為家徽，作戰時頭戴烏賊頭盔。在一次戰役中與貝魯霍爾德交手，傾心於貝魯霍爾德的強大與溫柔，因而踏上尋找對方的旅程。得知心上人已結婚後，揮淚告別初戀並返鄉。
由於護送紅衣主教而因此再次回到古都。任務結束後，她臨時地代替休產假的海米娜成為「阿信」的員工。
性格豪爽，擅長接客，並擁有「不醉、不亂、不潰」的酒豪資質，精通各種料理與酒類的搭配。

### 常客
尼古拉斯(ニコラウス)
聲優 - 森久保祥太郎 / 演員 - 白洲迅
古都衛兵，比漢斯大一歲的同事。邀請漢斯到「阿信」用餐，察覺漢斯對小忍的情意。
性情隨和，頗得女人緣。在古都有不少舊情人，因此人脈挺廣；一次在酒醉時教導水運公司「鳥女船歌」頭目艾蕾諾拉秋刀魚的創意吃法，與對方結下緣分。
自衛兵離職後被艾蕾諾拉雇用成為貼身祕書，精明能幹的他為「鳥女船歌」解決不少麻煩事。
受上司貝魯霍爾德影響喜歡上炸雞，屬於「醬油派」；不敢吃生魚片，但敢吃炙鰹魚 （页面存档备份，存于）。
貝魯霍爾德(ベルトホルト)
聲優 - 小西克幸 / 演員 - 阿部進之介
古都衛兵的中隊長，漢斯與尼古拉斯的上司。32歲。
年輕時驍勇善戰，被各地的傭兵視為「鬼」般恐懼。小時候聽曾祖父講過大王烏賊的故事，再加上曾經和戴著烏賊頭盔的莉亞蒂奴交手過，因此懼怕烏賊。為了與烏賊漁夫之女海米娜結婚，在「阿信」的協助下克服了對烏賊的恐懼。
喜歡唐揚炸雞與南蠻雞，是「鹽味派」；在克服對烏賊的恐懼後也開始喜歡上烏賊料理。
漫畫版提到他出生在山上，喜歡吃南瓜，也很喜歡南瓜燉烏賊。。
葛諾特(ゲーアノート)
聲優 - 津田健次郎、岸本彩加（少年時代）/ 演員 - 波岡一喜
性格高冷的包稅人，以苛薄無情聞名，並擁有敏銳的觀察力。擅長抓取對方把柄以徵收大量稅金，因此在百姓之間風評不佳。
看上「阿信」店內的玻璃製品與厚切培根，以為大將是個偽裝貧窮的有錢人。原本想對「阿信」狠敲一筆稅金，但在吃過小忍的日式拿坡里義大利麵後深受感動，想法也變得圓融起來，變成了一絲不苟但正直而值得信賴的人，並成為「阿信」的常客。
在「拉格啤酒風波」中受巴斯克霍夫之命調查拉格啤酒的流向，以縝密的推理與精巧的話術讓巴斯克霍夫不打自招，從而保護了「阿信」。
講話苛薄且不苟言笑，實則外冷內熱，對自己的職業也很自豪。默默以金錢支持作為流浪藝人的弟弟，之後在老鼠騎士事件中照顧過孤兒赫莉艾塔。
出生帝國南方，喜歡吃義大利麵。小時候為了救貓從樹上摔落導致眼睛受傷，因此配戴單邊眼鏡。
伊古納茲(イグナーツ)
聲優 - 小野友樹 / 演員 - 草地稜之
「艾森施密特商會」的商人，卡米路的姊夫。性格調皮愛冒險，喜歡戲弄卡米路。
為了測試卡米路的膽量邀他去「阿信」挑戰吃生魚片；也曾經在店裡男扮女裝，跟卡米路打賭會不會被客人發現。
不小心從聖王國買入太多稻米而驚惶失措，在葛諾特的建議下向「阿信」尋求幫助。之後由於「阿信」成功開發的新菜單受到帝國皇室的喜愛，使稻米價格水漲船高，反而使稻米成為艾森施密特商會的招牌商品。
卡米路(カミル)
聲優 - 島﨑信長 / 演員 - 瀧澤翼
「艾森施密特商會」的商人，伊古納茲的妹婿。
人稱「膽小卡米路」，但其實行事警慎，勇於挑戰新事物且臨危不亂。
喜歡生魚片和海鮮蓋飯，是那種默默享受美食的人。
艾特文(エトヴィン)
聲優 - チョー / 演員 - 田山涼成
從聖王國派遣至古都的助祭，同時也是「阿信」的老主顧。
外表莊嚴，好似高不可攀，實則是個平易近人的酒肉和尚，據說在神殿的工作也有點摸魚。總是趁著齋戒期偷跑到「阿信」喝酒，並教導艾法識字計算。雖然位高權重，但不在乎長幼尊卑，與任何職業階級的人都能相處融洽。
在「拉格啤酒風波」中，從樞機主教處取得貝魯霍爾德與海米娜的結婚證書，保障兩人的婚姻不被巴斯克霍夫拆散。
實際上是個非常精明且人脈很廣的人，與大商人威廉·畢沙林克以及「四翼獅子」大廚老留比克是從年輕就相識的舊友，並似乎有著教廷高層甚至帝國情報機構「硝石收集局」的背景。同時他還是英格莉德與羅德里格大主教當年的指導者。據說年輕時是個頭髮跟說教都很長的人。
喜歡鹽辛、酒盜 （页面存档备份，存于）、漬鯖魚等適合下酒的料理。
羅倫茲(ローレンツ)
聲優 - 黒田崇矢 / 演員 - 庄司智春（品川庄司）
古都市議會玻璃匠工會代表，漢斯和福葛的父親。
和鐵匠工會代表霍格是一對歡喜冤家，見面總是吵架。
初登場時驚豔於「阿信」的玻璃酒杯工藝。之後從聖王國引進玻璃拋光台和鏡片技術，與眼鏡工會的羅伯特合作，致力生產穩定且高質量的鏡片。
最喜歡「阿信」的啤酒，常常一大早就開喝。
霍格(ホルガー)
聲優 - 小山剛志 / 演員 - 三宅克幸
古都市議會鐵匠工會代表。與羅倫茲是老相識，稱其為「愛哭鬼羅倫茲」。
初登場時驚豔於「阿信」的菜刀品質。
最喜歡生魚片，對大將的刀工相當欣賞。除此之外也喜歡炸肉丸和可樂餅，是堅定的醬汁派。
萊茵荷特(ラインホルト)
聲優 - 星野貴紀 / 演員 - 小越勇輝
古都市議會水運行會代表之一，古都最古老的水運行會「金柳小舟」的年輕頭目。
初登場時因地盤糾紛與「水龍之鱗」頭目歌德哈特發生衝突，希望以轉讓鰻魚漁業權的方式平息糾紛。在「阿信」推出蒲燒鰻、鰻便當等熱門商品後，使原本被古都人視為賤物的鰻魚炙手可熱，進而促成「金柳小舟」與「水龍之鱗」化敵為友。
之後萊茵荷特又從北方引入章魚，在「阿信」的協助下推廣章魚料理，強化與「水龍之鱗」的商業夥伴關係；在古都下游興建造船廠，並在發掘碳酸泉後研發女性顧客喜歡的氣泡酒，使「金柳小舟」日漸復甦。
最喜歡的料理是鰻魚飯。
歌德哈特(ゴドハルト)
聲優 - 置鮎龍太郎 / 演員 - 渡部龍平
古都市議會水運行會代表之一，古都規模最大的水運行會「水龍之鱗」的頭目。
外表粗曠，但文學造詣極高，是食之詩人克勞文凱爾的粉絲。在和萊茵荷特合作章魚推廣時意識到運河通行稅與水上治安等問題，致力改善水上貿易動線。
喜歡鰻魚料理。在認識到章魚的美味後也喜歡上章魚料理。
艾蕾諾拉(エレオノーラ)
聲優 - 植田佳奈 / 演員 - 八木亞里沙（八木アリサ）
古都市議會水運行會代表之一，古都水運行會「鳥女船歌」的頭目。雖然歷史和規模不及「金柳小舟」和「水龍之鱗」，但擁有最多的資金、權力與人才。
美貌才華兼具的妖豔女子。不認同作為前頭目的母親依靠美色拓展人脈的作法，但也肯定母親高超的交際手腕與對行會的貢獻。
童年時期便習慣看著母親周旋於眾多男人之間；相比之下，生父不但沒有名分，外貌和資質也都平淡無奇。即使如此，生父的溫柔體貼依然使艾蕾諾拉難以忘懷。
起初對尼古拉斯頗為反感，認為他是個輕浮的男人；但在被尼古拉斯教導如何吃秋刀魚後回憶起生父的溫柔，從此對尼古拉斯改觀，並進一步將尼古拉斯聘入「鳥女船歌」成為貼身秘書。
喜歡在「阿信」點冷酒和魚料理。尼古拉斯成為秘書後開始點「能兩個人一起吃的料理」。
英格莉德(イングリド)
演員 - 水野美紀
隱居於布蘭塔諾領地森林中的藥草師，後因森林開發而移居古都。平時身穿黑斗篷，自嘲為「巫婆」，是一位風韻猶存，身材高挑的中年婦女。
原為神學院的修女，艾特文的學生。因聰明伶俐而前途光明，但為了幫犯錯的學弟羅格理德頂罪而離開教會，從此與小徒弟卡米拉隱居在森林中鑽研藥學。之後在「獵巫行動風波」中與成為大主教的羅格理德重逢。
在古都開設藥鋪，並向「阿信」批發野生蔬果。時常大白天就醉倒在「阿信」。
喜愛酒與甜食，尤其是布丁和紅薑絲。不喜歡生肉，但能接受「阿信」的生魚片。。
卡密拉(カミラ)
演員 - 三原羽衣
原孤兒，被英格莉德收養成為學徒。年齡和艾法相近，兩人感情很好。
每天整頓好藥店後都要跑去「阿信」帶回醉酒的師傅。
最喜歡烤日式飯糰和生魚片。
阿爾努・史涅菲爾斯(アルヌ・スネッフェルス)
演員 - 淺香航太
古都鄰邦貴族「史涅菲爾斯家族」的長子，性格瀟灑豪放。為逃避父親對他的嚴苛訓練成天在外遊蕩，尤其喜歡泡在「阿信」。與下屬兼好友的伊薩克一起把古都所有流氓修理個遍，人稱「醉眼的阿爾努」。
食之詩人克勞文凱爾的粉絲。以吟遊詩人為目標，但被克勞文凱爾點出自己其實是在逃避責任。在大將的提點下堅定意志繼承家業，成為薩努森堡男爵阿爾努15世。
為改善領地財政問題，與「阿信」一同研發出特色馬鈴薯料理「上癮馬鈴薯」。
最喜歡天婦羅。
佛朗克(フランク)
聲優 - こぶしのぶゆき / 演員 - 小杉龍一（小杉竜一）
古都知名肉店的肉商，店裡的鹿肉和巴伐利亞白香腸遠近馳名，並且時常向「阿信」批發新鮮野生肉類。性格謙虛怕老婆(僅連續劇版本登場，演員為もりももこ)，會到「阿信」幫老婆買便當。

赫莉艾塔(ヘンリエッタ)
被葛諾特撿到的孤兒少女。擁有北方人潔白美麗的外觀，年紀比艾法還小。據葛諾特推測，可能是因長有虎牙而被視為「狼人」遭迷信的父母拋棄。
由於工作繁忙無暇照料孩子，葛諾特因此將赫莉艾塔寄養在英格麗德家，每月提供生活費和日常用品。兩人相處時間不多，但在外人眼中已形同父女。
受葛諾特影響，也很喜歡吃日式拿坡里意麵。。

### 其他客人
布蘭塔諾(ブランターノ)
聲優 - 諏訪部順一 / 演員 - 木下鳳華（木下ほうか）
掌控古都周邊大片森林領土的男爵，人稱「喬裝者布蘭塔諾」。第一次登場時因為雇用達米安打點事務而給人蠻橫貴族的印象，但其實是個通情達理的人，也會開放領地裡森林給百姓蒐集柴薪、野菜等天然資源。相當風雅與浪漫，與克勞文凱爾是好友，當年向妻子求婚時還曾不遲辛勞地跋山涉水尋訪奇珍。
以美食家自居，喜愛豬肉料理，會在森林裡放牧豬隻。在希爾德加德的婚禮上聽說「阿信」的勾芡豆腐湯一事後來到「阿信」索點維也納炸牛排，對小忍製作的三明治讚不絕口。
在「拉格啤酒風波」中，向議會提出取消拉格啤酒禁令的建言，並且同時在幕後暗中協助葛諾特調查和蒐集巴斯克霍夫的所有貪污濫權罪證，使居酒屋「阿信」獲得平反。
卡拉(カルラ)
布蘭塔諾的妻子，年輕美麗，舉止優雅。漫畫版的外貌頗具日本平安時代風格，與古都的歐洲風格有所出入。
喜歡吃「阿信」的竹筍料理，使小忍聯想到竹取物語。
克勞文凱爾(クローヴィンケル)
演員 - 武田鐵矢
布蘭塔諾的朋友，美食家，天下聞名的吟遊詩人，因尤其擅長歌頌美食的詩歌而被稱為「食之詩人克勞文凱爾」。被他歌頌的店家往往能名利雙收。
受布蘭塔諾之邀來到阿信，僅吃一口料理便察覺大將的迷惘，點醒大將回歸初衷的料理風格。
約翰・古斯塔夫(ヨハン・グスタフ)
聲優 - 浪川大輔 / 演員 - 品田誠
巴登堡伯爵，希爾德加德的叔叔，先帝康拉德四世的姪子。對希爾德加德視同己出甚至到了過度保護的地步。
單身。偶爾會被先帝催婚，但本人並不介意。
喜歡清酒和炸竹筴魚。
希爾德加德(ヒルデガルド)
聲優 - 南條愛乃 / 演員 - 葉山カナ
約翰・古斯塔夫的姪女，12歲。
自幼父母雙亡，在叔叔的過度保護下長大，養成任性孤高的性格；因為食物都必須交由僕人試毒，只能吃的到冷掉的菜餚，因此腸胃虛弱，有挑食的毛病。
向「阿信」要求「不臭、不辣、不酸、不苦、不硬、不是麵包、不是馬鈴薯、不是粥、不是蛋、不是燉菜且美味」的料理，結果愛上勾芡豆腐湯，並從中嘗到久違的溫暖。
與先帝康拉德四世的孫子馬克西米利安親王結婚，成為帝國王妃。
馬克西米利安(マクシミリアン)
先帝康拉德四世的孫子、希爾德加德的丈夫，11歲。
努力想成為一位好丈夫，但總被希爾德加德當成弟弟看待，令他有點煩惱。
偶爾會和希爾德加德一起來「阿信」吃飯。雖然兩人時常鬧彆扭，但是感情還算不錯。
「先帝」康拉德四世(コンラート四世)
聲優 - 立木文彦 / 演員 - 大和田伸也
現任皇帝康拉德五世的祖父、退位的帝國前皇帝。是為賢明仁慈的君主，深受鄰邦尊敬。
在約翰・古斯塔夫邀請下來到「阿信」用餐，從艾法不小心打翻煮鰈魚的意外中獲得靈感，因此化解帝國與北方三鄰邦之間的矛盾。
在位期間為保障古都的經濟而頒行拉格啤酒禁令。在親自品嘗「阿信」的「總之先來生啤」後，認為禁令已無必要而廢止。
出生於海港的低階貴族家庭，後來被招贅成為皇族，因此相當喜愛魚類料理，尤其是烤鮭魚皮。
讓·弗朗索瓦·蒙德·德·拉·維尼(ジャン=フランソワ・モーント・ド・ラ・ヴィニー)
聲優 - 木村良平 / 演員 - 忍成修吾
東王國歐伊利亞情報組織「奇譚拾遺使」的一員，擁有傑出的情蒐能力，被譽為「長官的右臂」。
在古都刺探帝國實力時來到「阿信」用餐，驚訝於「阿信」使用的新鮮蔬菜、胡椒、鯨魚肉等食材，以為古都的經濟與物流實力高深莫測。出於恐懼而匆忙逃離古都，間接促成海米娜成為「阿信」的員工。
事後他曾多次易容重返「阿信」，但每次都會被小忍認出；撰寫的報告雖然不被上級採信，但因其內容完美呈現「阿信」料理的美味而在民間廣為流傳，也深受瑟雷絲蒂奴公主的喜愛。
比約恩(ビョェルン)
聲優 - 楠大典
古都熱門酒吧「花園之熊」的老闆。長相粗獷、個性豪爽且充滿活力，自開店以來從未休息過。雖然只提供簡單的蜂蜜酒和點心，卻相當受顧客歡迎。
由於逐漸年邁不堪工作負荷而選擇退休歇業。在老主顧為他舉行的歡送宴上來到「阿信」並與從小就是「花園之熊」常客的羅倫茲相認。
雖然嘴上說將以「阿信」常客的身分與過去的老主顧續緣，但大家還是能感受到他對退休歇業一事存有遺憾。
瑟雷絲蒂奴·德·歐伊利亞(セレスティーヌ・ド・オイリア)
演員 - 平祐奈
東王國攝政公主、東王國國王雨果的姐姐、東王國情報組織「奇譚拾遺使」統領；後來成為帝國皇后、帝國情報組織「硝石採集局」和「圖書館」統領。19歲。
以精湛的才華和政治手腕輔佐年幼的弟弟。其雷厲風行的作風被鄰國視為「毒婦」敬懼，在國內也樹敵無數，導致國際間流傳許多冒充她名義的假信件。
閱讀過讓的報告後對「阿信」魂牽夢縈，曾兩度易容前往「阿信」。第二次來訪巧遇同樣易容下鄉的康拉德五世。厭倦政治紛爭的兩人惺惺相惜，互有好感，卻不知彼此的真實身分。
試圖以影武者戰術逃避與帝國皇帝的政治聯姻，但在察覺對方正是在「阿信」認識的愛人後欣然接受。弟弟雨果為保護姐姐免受母國政敵侵擾，在她結婚後故意切斷其與母國的聯繫。賽蕾絲蒂奴因此能無後顧之憂的享受婚姻生活。
她成為皇后後將政治才華全數奉獻於「硝石採集局」和「圖書館」。偶爾會與先帝和夫君扮成平民到「阿信」聚餐。
年齡與小忍相仿，兩人感情很好。甜食黨，時常懷念母國的甜點，喜歡小忍的特製布丁、冰淇淋蘋果派與糖炒栗子。。
康拉德五世(コンラート五世)
演員 - 平岡祐太
帝國現任皇帝、先帝康拉德四世的孫子。37歲。個性穩健踏實，但因處在祖父的陰影下而備感壓力。由於深感擔任皇帝的辛勞，不想生下從小就被責任與權謀囚禁的孩子而對婚事相當消極。
因康拉德四世策畫他與瑟雷絲蒂奴的政略結婚而來到古都。在對此感到排斥而微服溜走時，巧遇偽裝成村姑的瑟雷絲蒂奴，並在不知彼此真實身分的情況下互相一見傾心，後來在一番波折之後有情人終成眷屬。
偶爾會與祖父和妻子扮成平民到「阿信」聚餐，其他客人對此事都心照不宣。
擁有連大將都吃驚的剝栗子皮速度，因而獲得「剝栗子皮大師」的稱號。
托馬斯(トマス)
演員 - 豬野廣樹
古都祭司、艾特文的上司兼後輩。才華過人，使他年紀輕輕便身居高位。
性格溫文有禮、外表清秀的黑髮美男子，擁有不少仰慕者。與艾特文不同，恪守教規，不沾葷腥。
不願喝酒，但其實是不會喝酒。沾一點就醉，並渾然忘我的肆意狂歡，連艾特文也無法招架。
除擔任祭司一職，也致力於天文學研究。並已注意到天體的運行軌道與教會教導的天動說不符的問題。
喜歡茄子和味噌鯖魚。
伊薩克(イーサク)
演員 - 才川浩二（才川コージ）
阿爾努的御廚兼摯友，時常來古都尋找四處遊蕩的阿爾努。
廚藝不俗，只要嘗過一次便能完美重現所有料理，卻無法重現「阿信」的料理而自嘆弗如。
喜歡一角鹿燻肉和牛蒡。
羅德里格(ロドリーゴ)
演員 - 松尾諭
聖王國派遣至古都的大主教，性格忠厚慈祥，身形巨大。
年輕時與英格麗德待過同一所修道院，由於身材矮小而被稱為「矮個子羅多里格」。對英格麗德為自己的過失頂罪心懷歉疚，成為大主教後用盡全力尋找英格麗德的下落。英格麗德在離開修道院時稱自己要成為「巫婆」，憑著這唯一的線索四處打探巫婆的消息，被外界誤以為是百年前「獵巫行動」的重啟而人心惶惶。
透過達米安的情報來到「阿信」，與久違的英格麗德重逢。事後被英格麗德察覺自己愛用的酒杯是達米安所贈的含鉛酒杯，疑似是政敵的蓄意謀害。
為了遠離權力核心的陰險鬥爭，決定離開聖王國，同昔日的老師艾特文和學姊英格麗德一起定居古都。
喜歡燉煮豬肉。
福葛(フーゴ)
演員 - 平埜生成
漢斯同父異母的兄長，繼承父親羅倫茲的職業成為玻璃匠。屬於踏實的努力家的類型，與漢斯一樣，只要聚精會神就聽不到旁邊的聲音。
致力於透鏡工藝，為托馬斯打造天文望遠鏡，並與羅柏特一起研發眼鏡。
羅伯特・畢沙林克(ロンバウト・ビッセリンク)
帝國西北部最大的商會「畢沙林克商會」負責人。為填補巴斯克霍夫商會垮台造成的權力真空而被父親威廉派往古都做分行經理。原本對調派一事相當不滿，但在因「阿信」的料理而先後結識了萊茵何特、阿爾努、福葛等擁有才能與志向的人後有所改觀。
看似總是眉頭緊皺，但後來被福葛指出是因為眼睛壞了(近視)導致必須瞇眼看東西的緣故。因福葛為他配眼鏡的契機與之合作研發高性能的鏡片，投身鏡片市場；並在父親的支持下，於古都晚宴上提出「水運貿易路線復興計畫」。
和歌德哈特、阿爾努是志同道合的詩友，並跟阿爾努約定讓他與克勞文凱爾見面。
喜歡蘆筍和中華涼麵。
馬爾科(マルコ)
出生於北部三領邦沿海地區的巡迴商人。在吃過「阿信」的料理後，決定未來要在家鄉開辦商會以振興當地經濟。
看準「水運貿易路線復興計畫」使古都土地價格飛漲的時機，與「畢沙林克商會」和「艾森施密特商會」合作出租土地以賺取利潤。
為了建立新商業渠道打算獨佔東王國的蘋果酒生意，邀請眾蘋果園主在「阿信」聚餐談判。
最喜歡海膽開胃菜配冷酒。
琉畢克(リュービク)
原名「小琉畢克」，為傳說廚師琉畢克一族的末裔。古都老字號飯店「四翼獅子」的副料里長，和爸爸大琉畢克一起經營飯店。與大將同齡，帶著一點菁英出身的心高氣傲。
擁有高超的廚藝天分，僅用短時間便習得家族代代繼承的「獅子47皿」。但在某天父親忽然無來由的評價其料理「難吃」後一蹶不振，在低潮中聽聞「阿信」受到歡迎的傳聞後，不服氣的前往一探究竟。結果先是被大將不輸自己的高超手藝所震撼，後來也因此慢慢發覺自己過度仰賴父親的菜單與評價而不自己判斷料理美味與否的缺點。
在古都晚宴上正式繼承「琉畢克」之名。與大將、漢斯合作宴會料理，改良已故母親的獨創菜餚而發明「獅子48皿──沙拉醬燉肉」，受到賓客好評。與勁敵合作，連續2天的盛大宴會，為「四翼獅子」的傳奇締造嶄新一頁。
之後持續與「阿信」合作，培育古都的新一代料理人。。
帕托莉西亞(パトリツィア)
「四翼獅子」的女服務生，在同事兼戀人西蒙的邀請下來到「阿信」用餐。
擁有不輸小忍的敏銳味覺。
伊貢(イーゴン)
遞補尼古拉斯的新人衛兵。出生獵戶家庭，擅長劍術與射箭，戰鬥直覺敏銳。
個性死板認真，為應對「緊急時刻」而養成狼吞虎嚥、食不知味的習慣。因此被貝魯霍爾德帶到「阿信」好好「矯正」，從而愛上「阿信」的炒飯。
注意到莉亞蒂奴的戰士氣質，並在之後向貝魯霍爾德提議開放徵召女兵以解決兵力不足的問題。
海羅尼姆斯(ヒエロニムス)
伊貢的同期，擔任後勤官。與伊貢相反，是個身形瘦弱、沉默寡言的男人。
不擅長戰鬥，但後勤技術優異。
原本只喝蜂蜜酒，來到「阿信」後喜歡上梅子酒。偶爾會自己製作並送給「阿信」。
奧薩・史涅菲爾斯(オーサ・スネッフェルス)
北方三領邦「冰凍之島」的公主，出生於史涅菲爾斯家族的分支。武藝高強，但不擅長料理。
從小就與阿爾努訂有婚約，但在阿爾努放浪期間斷了聯繫。在阿爾努回歸家主之位後，以北方傳統「掠奪婚」的習俗向阿爾努提出挑戰。喬裝跟蹤阿爾努，發現阿爾努喜歡吃天婦羅後，向「阿信」討教天婦羅的作法。
在「四翼獅子」的宴會場中與阿爾努決鬥，認可阿爾努的強大後向其告白並結婚。

### 其他相關人
白狐
聲優 - 下田麻美
「阿信」店內供奉的稻荷神。有時會以女性的樣貌偽裝成客人在「阿信」用餐。
協助誤闖後門的艾法回到異世界，並要求她每個月提供油豆腐作為供品。
「獵巫行動風波」中，將達米安困在異空間裡數天。
喜歡油豆腐和豆皮壽司。
達米安(ダミアン)
聲優 - 井上和彦 / 演員 - 梶原善
倚仗權勢的小人，初登場時作為布倫塔諾的隨從，對大將和小忍頤指氣使。被布倫塔諾開除後對「阿信」懷恨在心，千方百計想整垮「阿信」。
投靠巴斯克霍夫，誣陷「阿信」走私拉格啤酒，促成「拉格啤酒風波」；巴斯克霍夫入獄後轉而投靠大主教羅格里德，誣陷「阿信」隱匿巫婆，釀成「獵巫行動風波」，最後仍以失敗告終。
在逃離「阿信」眾人圍堵時誤闖後門，被白狐困於異空間數天後遭衛兵逮捕，財產全數充公。後因康拉德五世結婚大赦獲釋，流落到聯合王國成為酒鬼。
巴斯克霍夫(バッケスホーフ)
聲優 - 大塚明夫 / 演員 - 篠井英介
「巴斯克霍夫商會」負責人兼古都議會長。貪婪陰險的中年男性。
在達米安的簇擁下來到阿信。意圖收購「阿信」遭拒後，以告發「阿信」走私拉格啤酒為威脅，試圖拆散貝魯霍爾德和海米娜的婚姻以強佔海米娜，引發「拉格啤酒風波」。
雇用葛諾特調查拉格啤酒的走私情況，卻被葛諾特反將一軍，抖出自己才是拉格啤酒走私者的事實。
鋃鐺入獄後，他過去徇私舞弊的種種事蹟也都浮出檯面。他的財產盡數充公、商會垮台、依附者樹倒猴孫散。其勢力瓦解促成「艾森施密特商會」等新商會的崛起。
康拉德五世結婚後大赦，下落不明。。
馬歇爾(マルセル)
編織工會代表，後代替被捕入獄的巴斯克霍夫成為古都新任議會長。
重視家人、缺乏威嚴、容易驚慌的中年男性，時常遭其他議員調侃；但他勤奮不懈，很快便成為一名優秀的政治家。
喜歡「阿信」的烤雞肉串。。
羅爾夫(ロルフ)
聲優 - 野島裕史
古都肉類料理專門店「飛車之輪」的老闆。身材矮小，舉止溫厚的老紳士，和妻子可洛娜一起經營店面。
店內的招牌菜是將肉塊打碎、重組並烘烤，類似漢堡肉的料理。
聽聞「阿信」的風評而產生競爭意識，因此來到「阿信」用餐。在吃過「阿信」料理後了解到「經營店面最重要的東西」。
可洛娜(コローナ)
聲優 - 新井里美
與丈夫羅爾夫一起經營「飛車之輪」，乍看溫順，實則個性強悍的老婦人。
對「阿信」存有競爭意識，偷偷摸摸地觀察阿信。身披斗篷的鬼祟模樣被漢斯視為危險人物。
和丈夫在「阿信」用餐後對「阿信」改觀，並回頭審視自家的經營理念。因低估小忍的年齡而希望她成為愛孫沃爾夫拉姆的新娘，遭到婉拒。
沃爾夫拉姆(ヴォルフラム)
聲優 - 清水はる香
羅爾夫和可洛娜的孫子，頑皮好動，深受可洛娜寵愛。7歲。
與小忍婚配一事成為「阿信」常客間的話題，使小忍心情複雜。
恩里科·貝拉迪諾(エンリコ・ベラルディーノ)
大主教的心腹，有點神經質的瘦小男子，擁有靈媒體質，擅長占卜。
受達米恩之託來到「阿信」，以茶碗蒸占卜來確認「阿信」是否存在女巫，得到否定的解答，並在其後感受到白狐強大的神力而驚慌遁逃。
很喜歡「阿信」的茶碗蒸。
夏洛特(シャルロッテ)
賽蕾絲蒂奴的貼身女僕，兩人情同姊妹。
長相和賽蕾絲蒂奴如出一轍，時常擔任影武者的工作。隨同賽蕾絲蒂奴嫁到帝國，提醒她少吃甜食以免發胖。
雨果·德·歐伊利亞二世(ユーグ・ド・オイリアII世)
東王國國王，賽蕾絲蒂奴的弟弟，12歲。
父親被稱作「英雄王」，可惜英年早逝。年幼登基，由姐姐賽蕾絲蒂奴攝政一事被外界普遍看衰，「東王國的幼主」更一度成為無能的代名詞在民間流傳。
表面溫吞，實則智慧超齡。在賽蕾絲蒂奴結婚時宣布切斷她與東王國的關係，將她從攝政公主的束縛中解放，並誠摯地祝福她能獲得幸福。
賽巴斯蒂安·馮·霍恩巴赫(ゼバスティアン・フォン・ホーエンバッハ )
先後輔佐先帝與現任皇帝的老顧問，帝國情報組織「硝石收集局」和「圖書館」統領。最近正因年老而興起卸任的念頭。
愛酒成痴，會在情報活動時順便蒐羅各地的好酒。。
班奈迪克(ベネディクタ)
羅伯特的秘書，一名美麗的紅髮女子。
暗戀羅伯特。作為羅伯特開發的新商品「伊達眼鏡」的第一位試用者，使該商品在貴族女性間大為風行。
大琉畢克(大リュービク)
「四翼獅子」的老闆兼總料理長，琉畢克的父親。與天才兒子不同，是個資質平庸的廚師。靠後天努力使料理技巧爐火純青，並研發「獅子44皿」，在烹飪界掀起革命。
因年老導致味覺退化，將「琉畢克」之名傳給兒子。
威廉·畢沙林克(ウィレム・ビッセリンク)
「畢沙林克商會」頭領，羅伯特的父親。看準巴斯克霍夫垮台造成的古都勢力真空，將羅伯特轉調古都分行。
與艾特文、大琉畢克是聖王國的老相識。將商會交棒給兒子後，時常在「四翼獅子」附近回味過往。
尤達·科扎(ヨダ・コーザ)
50多歲的男性，聯合王國的醬油職人。
與「阿信」一樣是從現實日本穿越而來，本名「依田康三郎」。在父母過世後繼承老家的醬油工廠偶然發現通往的異世界的門，並在此結識妻子。
由於大門被害怕他返回日本的妻子燒毀，已在異世界生活多年，因懷念故鄉的味道而投身醬油製作，多年下來已令醬油在聯合王國部分地區流通。"尤達·科扎"是異世界對他名字的音譯。
從流落聯合王國的達米安口中得知「阿信」的秘密，在抵達「阿信」後透過店內的門成功回到日本為父母掃墓，之後答應批發醬油給「阿信」作為答謝後返家。
跟任何人都能自由使用的「阿信」後門不同，當年他使用的門只有他能使用，且一旦有了後代門的使用權便會自動傳承給後代。因此他無法返回日本的真正原因並非門遭到燒毀而是因為妻子當年已懷上了孩子。目前門的使用權在其未出生的孫兒手上。
沃斯拉·史涅菲爾斯(ウルスラ・スネッフェルス)
奧薩的大姨媽兼武術教練。武勇過人且老當益壯。年輕時縱橫沙場，留下「活著的傳奇」、「女武神」等美名，被莉亞蒂奴和艾法視為偶像。
以北方傳統掠奪婚的方式攔截阿爾努。起初瞧不起阿爾努，認為他「不成熟」，得知姪女要與阿爾努結婚時相當不以為然。在嘗過奧薩製作的「關東煮蘿蔔天婦羅」後自嘆人生第一次敗北，並認可兩人的婚姻。
巴塔札爾·海雷札(バルタザール・ヘムレンゼン)
統治葛羅芬地區的男爵。在古都附近組織盜匪集團，人稱「河賊男爵」。年輕時多次出生入死，臉上爬有刀疤，即使年老依然驍勇善戰。感佩奧薩與阿爾努的愛情而出手相助。
為使領地內的百姓富足而苦思銷售蕎麥的方法，在艾特文和阿爾努的介紹下來到「阿信」。將「阿信」研發的「雙月蕎麥麵」食譜推廣到民間以振興蕎麥經濟。。
馬努斯·史涅菲爾斯(マグヌス・スネッフェルス)
史涅菲爾斯家族的次子，比阿爾努小3歲的弟弟，長相與阿爾努如出一轍。
政治手腕傑出。阿爾努期許他能代替自己繼承家業，但他本人更希望兄長成為當家。對於阿爾努浪子回頭感到欣慰。
塔原（とうはら）
演員 - 木村祐一
京都老字號料亭「幸剛」負責人，信之的師傅，傳授信之「守破離」的概念。因為「幸剛」生意蕭條而來到「阿信」作客。
意外地喜歡洋食。電視劇版中他操關西方言，並會食用珍珠奶茶等流行食品。
小忍家族(しのぶの家族)
京都老字號料亭「幸剛」的擁有者。實際成員不詳，已知小忍的母親是女將，父親是總裁，並擁有一些兄弟。
小忍的祖父去世後料亭生意大不如前，家族於是將小忍許配給某銀行副行長的少爺，促使小忍離家出走投奔「阿信」。
拉・維翁卿(ラ・ヴィオン卿)
外傳作品《異世界居酒屋「劍」》登場人物。來自東王國的美食家貴族，過去曾數次造訪古都並光臨「阿信」。

## 出版書籍

### 小說

#### 單行本
- 蝉川夏哉（作） / 転（插畫）

單行本
| 集數 | 寶島社        | 寶島社                 | 华文天下  | 华文天下               |
| 集數 | 發售日期      | ISBN                   | 發售日期  | ISBN                   |
| ---- | ------------- | ---------------------- | --------- | ---------------------- |
| 1    | 2014年9月10日 | ISBN 978-4-8002-3057-7 | 2021年1月 | ISBN 978-7-5306-7925-8 |
| 2    | 2015年2月9日  | ISBN 978-4-8002-3721-7 | 2021年1月 | ISBN 978-7-5306-7923-4 |
| 3    | 2015年6月24日 | ISBN 978-4-8002-4174-0 | 2021年1月 | ISBN 978-7-5306-7924-1 |
| 4    | 2015年12月4日 | ISBN 978-4-8002-4877-0 | 2021年1月 | ISBN 978-7-5306-7926-5 |
| 5    | 2018年4月7日  | ISBN 978-4-8002-5903-5 |           |                        |
| 6    | 2019年5月25日 | ISBN 978-4-8002-9523-1 |           |                        |
| 7    | 2021年7月8日  | ISBN 978-4-299-01830-4 |           |                        |

文庫版
| 集數 | 寶島社         | 寶島社                 |
| 集數 | 發售日期       | ISBN                   |
| ---- | -------------- | ---------------------- |
| 1    | 2016年8月4日   | ISBN 978-4-8002-6000-0 |
| 2    | 2016年12月6日  | ISBN 978-4-8002-6503-6 |
| 3    | 2017年3月18日  | ISBN 978-4-8002-6873-0 |
| 4    | 2017年11月7日  | ISBN 978-4-8002-7795-4 |
| 5    | 2018年12月20日 | ISBN 978-4-8002-9101-1 |
| 6    | 2020年4月21日  | ISBN 978-4-2990-0391-1 |

### 漫畫
- 蝉川夏哉（原作） / 転（原作插畫） / ヴァージニア二等兵（作畫） 《異世界居酒屋「阿信」》 KADOKAWA〈角川コミックス・エース〉、既刊18卷（2024年5月2日現在）

| 集數 | KADOKAWA       | KADOKAWA               | 台灣角川       | 台灣角川               |
| 集數 | 發售日期       | ISBN                   | 發售日期       | ISBN                   |
| ---- | -------------- | ---------------------- | -------------- | ---------------------- |
| 1    | 2015年12月26日 | ISBN 978-4-04-103780-5 | 2017年5月22日  | ISBN 978-986-473-701-7 |
| 2    | 2016年6月30日  | ISBN 978-4-04-104425-4 | 2017年8月7日   | ISBN 978-986-473-823-6 |
| 3    | 2017年2月4日   | ISBN 978-4-04-104426-1 | 2017年12月20日 | ISBN 978-957-853-154-3 |
| 4    | 2017年7月4日   | ISBN 978-4-04-105793-3 | 2018年3月22日  | ISBN 978-957-564-100-9 |
| 5    | 2017年12月29日 | ISBN 978-4-04-105794-0 | 2018年12月13日 | ISBN 978-957-564-651-6 |
| 6    | 2018年5月2日   | ISBN 978-4-04-106842-7 | 2019年6月11日  | ISBN 978-957-743-041-0 |
| 7    | 2018年10月4日  | ISBN 978-4-04-107365-0 | 2020年1月22日  | ISBN 978-957-743-486-9 |
| 8    | 2019年3月4日   | ISBN 978-4-04-107916-4 | 2020年6月12日  | ISBN 978-957-743-783-9 |
| 9    | 2019年9月4日   | ISBN 978-4-04-108598-1 | 2020年10月26日 | ISBN 978-986-524-007-3 |
| 10   | 2020年3月3日   | ISBN 978-4-04-108599-8 | 2021年7月14日  | ISBN 978-986-524-609-9 |
| 11   | 2020年10月2日  | ISBN 978-4-04-109818-9 | 2021年7月14日  | ISBN 978-986-524-610-5 |
| 12   | 2021年4月2日   | ISBN 978-4-04-109819-6 | 2022年2月24日  | ISBN 978-626-321-195-7 |
| 13   | 2021年10月4日  | ISBN 978-4-04-111817-7 | 2023年5月11日  | ISBN 978-626-352-508-5 |
| 14   | 2022年3月4日   | ISBN 978-4-04-111818-4 | 2023年5月11日  | ISBN 978-626-352-509-2 |
| 15   | 2022年7月4日   | ISBN 978-4-04-112713-1 | 2023年12月21日 | ISBN 978-626-378-204-4 |
| 16   | 2022年12月28日 | ISBN 978-4-04-113421-4 | 2024年3月21日  | ISBN 978-6-26-378664-6 |
| 17   | 2023年10月4日  | ISBN 978-4-04-114129-8 | 2024年8月22日  | ISBN 978-6-26-400386-5 |
| 18   | 2024年5月2日   | ISBN 978-4-04-114826-6 | 2025年1月23日  | ISBN 978-6-26-415173-3 |
| 19   | 2024年12月4日  | ISBN 978-4-04-115489-2 |                |                        |
| 20   | 2025年7月4日   | ISBN 978-4-04-116302-3 |                |                        |

- 蝉川夏哉（原作） / 転（作畫） 《異世界居酒屋「阿信」 ~ 小忍與大將的古都飯》[31]』 寶島社〈這本漫畫真厲害！comics〉、既刊2卷（2018年11月22日現在）

| 集數 | 寶島社         | 寶島社                 |
| 集數 | 發售日期       | ISBN                   |
| ---- | -------------- | ---------------------- |
| 1    | 2016年4月20日  | ISBN 978-4-8002-4733-9 |
| 2    | 2018年11月22日 | ISBN 978-4-8002-8536-2 |

- 蝉川夏哉（原作） / ノブヨシ侍（作画）《異世界居酒屋「阿信」 ~ 艾法與美味點心》 寶島社〈這本漫畫真厲害！comics〉、既刊4卷（2021年2月12日現在）

| 集數 | 寶島社         | 寶島社                 |
| 集數 | 發售日期       | ISBN                   |
| ---- | -------------- | ---------------------- |
| 1    | 2018年6月20日  | ISBN 978-4-8002-8439-6 |
| 2    | 2019年6月14日  | ISBN 978-4-8002-9573-6 |
| 3    | 2020年5月9日   | ISBN 978-4-299-00453-6 |
| 4    | 2021年2月12日  | ISBN 978-4-299-01349-1 |
| 5    | 2022年1月24日  | ISBN 978-4-299-02498-5 |
| 6    | 2022年10月25日 | ISBN 978-4-299-03470-0 |
| 7    | 2023年7月7日   | ISBN 978-4-299-04504-1 |
| 8    | 2024年3月15日  | ISBN 978-4-299-05278-0 |
| 9    | 2025年2月21日  | ISBN 978-4-299-06521-6 |

## 網路動畫

### 製作人員
- 原作 - 蝉川夏哉[7]
- 腳色設計 - 転[32]
- 監督 - 小野勝巳[7]
- 系列構成 - 吉田伸[7]
- 腳色設計、用餐場景監修 - いとうまりこ[7]
- 配角設計 - むらせまいこ[32]
- 料理設計、料理總作話監督 - 石井久美[32]
- 美術監督 - 河野次郎[32]
- 色彩設計 - 鈴木依里[32]
- 特殊効果 - 谷口久美子[32]
- 攝影監督 - 貞松寿幸[32]
- 編集 - 武宮むつみ[32]
- 音響監督 - 岩浪美和[32]
- 音樂 - ミト[32]
- 音樂製作人 - 山田智子
- 音楽製作 - サンライズ音楽出版[32]
- 製片 - 梅崎淳志、佐藤雄一（のぶ+）
- 企劃、製作 - サンライズ[7][33]
- 製作 - 古都アイテーリア市参事会[32]（日昇、萬代頻道、ぐるなび （页面存档备份，存于）、萬普、旭通DK、松竹）

### 主題曲
エンディングテーマ「Prosit!」
作詞・作曲・編曲 - ミト / 歌 - クラムボン

### 各話標題
| 話數   | 標題                    | 腳本       | 故事       | 演出           | 作畫監督                                    | 菜單                                                                      | 信+                                            | 配信日         | 放送日                        |
| ------ | ----------------------- | ---------- | ---------- | -------------- | ------------------------------------------- | ------------------------------------------------------------------------- | ---------------------------------------------- | -------------- | ----------------------------- |
| 第1話  | 關東煮的馬鈴薯          | 吉田伸     | 小野勝巳   | 小野勝巳       | いとうまりこ                                | 總之先來生啤 毛豆、關東煮                                                 | 原創「阿信」料理 排列關東煮                    | 2018年 4月13日 | 2018年 10月3日                |
| 第2話  | 酥炸嫩雞                | 吉田伸     | 小野勝巳   | 中島利洋       | 瀧原美樹                                    | 醃小黃瓜 唐揚嫩雞 鹽酥雞 南蠻雞                                           | 居酒屋探訪 浅草車站・唐揚雞                    | 2018年 4月13日 | 2018年 10月3日                |
| 第3話  | 千金小姐的難題          | 立原正輝   | 重田敦司   | 片山みゆき     | 片山みゆき                                  | 湯豆腐 （页面存档备份，存于） 溜湯豆腐                                    | 原創「阿信」料理 豆乳湯豆腐                    | 4月27日        | 10月10日                      |
| 第4話  | 第一次的海鮮蓋飯        | 彦久保雅博 | 越田知明   | 児谷直樹       | 杉本幸子                                    | 筑前煮（小鉢） 鰤魚刺身 海鮮丼                                            | 居酒屋探訪 浅草・魚料理                        | 4月27日        | 10月10日                      |
| 第5話  | 小忍的特製拿坡里義麵    | 吉田伸     | 西本由紀夫 | 中島利洋       | 岡田洋奈                                    | 清脆高麗菜 日式拿坡里義大利麵                                             | 原創「阿信」料理 豆芽拿坡里義麵                | 5月11日        | 10月17日                      |
| 第6話  | 沙鮻之日                | 立原正輝   | 西本由紀夫 | まついひとゆき | 齋藤雅和                                    | 雞肉芋頭筑前煮 沙鮻天婦羅 沙鮻天丼                                        | 居酒屋探訪 六本木車站・天婦羅                  | 5月11日        | 10月17日                      |
| 第7話  | 小偷                    | 吉田伸     | 山崎みつえ | 鳥羽聡         | 杉本幸子 中村千秋 岡田洋奈（料理）          | 炙鰹魚 （页面存档备份，存于）、酒盗 （页面存档备份，存于） 、壽南小沙丁魚 | 原創「阿信」料理 炸炙鰹魚                      | 5月25日        | 10月24日                      |
| 第8話  | 下班後的豚汁            | 吉田伸     | 山﨑立士   | 児谷直樹       | 関口雅浩                                    | 豚汁                                                                      | 居酒屋探訪 赤坂車站・日式豬排                  | 5月25日        | 10月24日                      |
| 第9話  | 中隊長的弱點            | 彦久保雅博 | 山﨑立士   | 中島利洋       | 瀧原美樹 関口雅浩 杉本幸子 小澤和則（料理） | 墨魚素麵、鹽辛 烏賊生薑煮、花枝丸 魷魚圈                                  | 原創「阿信」料理 烏賊飯                        | 6月8日         | 10月31日                      |
| 第10話 | 不速之客                | 立原正輝   | 古田丈司   | 児谷直樹       | 竹森由加 小澤和則（料理）                   | 三明治 炸豬排三明治                                                       | 居酒屋探訪 御茶之水車站・肉料理                | 6月8日         | 10月31日                      |
| 第11話 | 頭目吵架                | 彦久保雅博 | 西澤普     | いわたかずや   | 時永宜幸                                    | 鮪魚の刺身 鹽烤香魚 鹽烤遠東多線魚 厚切培根 起司炸丸子 煎蛋麵             | 原創「阿信」料理 經典煎蛋麵                    | 6月22日        | 11月7日                       |
| 第12話 | 美女與炸物              | 吉田伸     | 山崎みつえ | まついひとゆき | 齋藤雅和                                    | 油炸豆皮芋頭網燒 豆皮蛋                                                   | 居酒屋探訪 高田馬場車站・炸物                  | 6月22日        | 11月7日                       |
| 第13話 | 炸肉餅                  | 立原正輝   | 高田昌宏   | 孫承希         | 中島里恵 杉本幸子 小澤和則（料理）          | 炸鹿肉排                                                                  | 原創「阿信」料理 肉卷                          | 7月13日        | 11月14日                      |
| 第14話 | 密探與沙拉              | 彦久保雅博 | 佐山悟利   | 佐山悟利       | 佐山悟利                                    | 鹽蠶豆 温泉蛋凱撒沙拉 白蘿蔔沙拉 馬鈴薯沙拉 水果沙拉百匯                  | 居酒屋探訪 人形町車站・沙拉                    | 7月13日        | 11月14日                      |
| 第15話 | 無仁義蒲燒鰻            | 立原正輝   | 西澤普     | 中島利洋       | 久留米東 瀧原美樹 杉本幸子 岡田洋奈（料理） | 蒲燒鰻 白燒鰻 （页面存档备份，存于）                                      | 原創「阿信」料理 竹輪蒲燒鰻                    | 7月27日        | 11月21日                      |
| 第16話 | 中隊長的凱旋            | 彦久保雅博 | 西澤普     | 児谷直樹       | 竹森由加                                    | 鰻捲、鰻魚飯 鰻便當 蜆味噌湯                                              | 居酒屋探訪 清澄白河車站・日式烤雞串            | 7月27日        | 11月21日                      |
| 第17話 | 初夏的天婦羅拼盤        | 吉田伸     | 京極尚彦   | 鳥羽聡         | 鈴木竜也 小澤和則（料理）                   | 初夏的天婦羅拼盤 海鰻漬物 （页面存档备份，存于）                          | 原創「阿信」料理 炸時蔬 （页面存档备份，存于） | 8月10日        | 11月28日                      |
| 第18話 | 三醉客的炸雞問答        | 吉田伸     | 小野勝巳   | 孫承希         | 関口雅浩                                    | 鹽酥唐揚雞 醬油唐揚雞 鹽炒銀杏 鮪魚刺身 炸雞軟骨                          | 居酒屋探訪 惠比壽車站・炭火焼                  | 8月10日        | 11月28日                      |
| 第19話 | 女傭兵                  | 立原正輝   | 西澤普     | 鳥羽聡         | 小谷杏子                                    | 鳥蛤煮物、潮汁 （页面存档备份，存于） 冒牌馬賽魚湯                        | 原創「阿信」料理 冒牌馬賽魚湯                  | 8月24日        | 12月5日                       |
| 第20話 | 總之先來生啤的秘密 前篇 | 吉田伸     | 中島利洋   | 中島利洋       | 杉本幸子 中西理絵 中島理恵                  | 御飯糰 （页面存档备份，存于） 章魚香腸                                    | 居酒屋探訪 池尻大橋車站・御飯糰                | 8月24日        | 12月5日                       |
| 第21話 | 總之先來生啤的秘密 後篇 | 吉田伸     | 江上潔     | まついひとゆき | 竹森由加 小澤和則（料理）                   | 串炸拼盤                                                                  | 原創「阿信」料理 串炸式燒烤                    | 9月14日        | 12月12日                      |
| 第22話 | 老人與魚                | 彦久保雅博 | 児谷直樹   | 児谷直樹       | 齋藤雅和 丸山修二 岡田洋奈（料理）          | 鯵魚南蠻漬 炸鯖魚 煮鰈魚 炙烤鮭魚皮                                       | 居酒屋探訪 新橋車站・魚料理                    | 9月14日        | 12月12日                      |
| 第23話 | 北方三領邦會議始末      | 立原正輝   | 江上潔     | 江上潔         | 中島里恵 杉本幸子 小澤和則（料理）          | 日式拿坡里義麵                                                            | 原創「阿信」料理 日式拿坡里炒麵                | 9月14日        | 居酒屋探訪 銀座車站・炭火和食 |
| 第24話 | 古都的艾爾酒            | 吉田伸     | 小野勝巳   | 小野勝巳       | 関口雅浩                                    | 生魚片拼盤 天婦羅拼盤 茶泡飯                                              | 12月19日                                       | 9月14日        | 居酒屋探訪 銀座車站・炭火和食 |

## 電視劇

### 演員
請參看登場人物欄。

### 製作人員
- 原作 - 蝉川夏哉
- 監督・脚本 - 品川祐
- 音樂 - YHANAEL
- 攝影 - Yohei Tateishi
- 美術 - 相馬直樹
- 照明 - 斗舛武史
- 錄音 - 渡辺丈彦
- 編集 - 須永弘志

### 主題曲
『遥かなる景色』
作詞・作曲　- YHANAEL / 編曲　- Jcan Michaud Smith / 歌 - EMILY(HONEBONE)

### 各話標題

#### Season 1
| 話數       | 首播日  | 標題                                          | 菜單 |
| ---------- | ------- | --------------------------------------------- | --- |
| episode 1  | 5月16日 | 關東煮的馬鈴薯 唐揚嫩雞                       | 總之先來生啤、毛豆、魷魚乾、關東煮、唐揚嫩雞、南蠻雞、蒸土豆、煮豆子、巴伐利亞白香腸、愛爾啤酒(古都的酒場) |
| episode 2  | 5月23日 | 千金小姐的難題 小忍特製拿坡里義麵             | 醬汁湯豆腐、拿坡里義麵、清脆高麗菜                                                                         |
| episode 3  | 5月30日 | 小偷 頭目吵架                                 | 酒盗、煎蛋麵、可樂餅、厚切培根、鹽燒鯰魚、遠東多線魚、刺身                                                 |
| episode 4  | 6月6日  | 無仁義蒲燒鰻 不速之客                         | 蒲燒鰻、美乃滋水煮蛋、三明治、炸豬排三明治                                                                 |
| episode 5  | 6月13日 | 古都的秋刀魚 韌性                             | 日本酒、鹽烤秋刀魚、秋刀魚飯、章魚料理                                                                     |
| episode 6  | 6月20日 | 意想不到的客人 密探與沙拉                     | 水煮鰈魚、角煮、沙拉料理、梅水晶                                                                           |
| episode 7  | 6月27日 | 貝特霍爾德vs烏賊、居酒屋的大決鬥 中隊長的凱旋 | 烏賊料理、鰻魚捲、鰻魚便當、鰻魚蒸飯、蜆味噌湯                                                             |
| episode 8  | 7月4日  | 女傭兵 家常（單行本原創）                     | 潮汁、馬賽魚湯、家常菜單                                                                                   |
| episode 9  | 7月11日 | 〆的鮭魚茶泡飯（〆） 總之先來生啤的秘密       | 酒蒸蛤蜊、飯糰早餐                                                                                         |
| episode 10 | 7月18日 | 總之先來生啤的秘密                            | 串炸 |

#### Season 2
| 話數       | 首播日  | 標題 | 菜單 |
| ---------- | ------- | ---- | ---- |
| episode 1  | 5月27日 |      |      |
| episode 2  | 6月3日  |      |      |
| episode 3  | 6月10日 |      |      |
| episode 4  | 6月17日 |      |      |
| episode 5  | 6月24日 |      |      |
| episode 6  | 7月1日  |      |      |
| episode 7  | 7月8日  |      |      |
| episode 8  | 7月15日 |      |      |
| episode 9  | 7月22日 |      |      |
| episode 10 | 7月29日 |      |      |

#### Season 3
| 話數       | 首播日  | 標題 | 菜單 |
| ---------- | ------- | ---- | ---- |
| episode 1  | 1月13日 |      |      |
| episode 2  | 1月20日 |      |      |
| episode 3  | 1月27日 |      |      |
| episode 4  | 2月3日  |      |      |
| episode 5  | 2月10日 |      |      |
| episode 6  | 2月17日 |      |      |
| episode 7  | 2月24日 |      |      |
| episode 8  | 3月3日  |      |      |
| episode 9  | 3月10日 |      |      |
| episode 10 | 3月17日 |      |      |

## 外部連結
漫画作品介紹頁面
- 「異世界居酒屋「のぶ」」作品情報 （页面存档备份，存于） - ヤングエース

衍生漫画刊載頁面
- 異世界居酒屋｢のぶ｣ しのぶと大将の古都ごはん【連載マンガ】 （页面存档备份，存于） - このマンガがすごい！WEB
- 異世界居酒屋のぶ ～エーファとまかないおやつ～ （页面存档备份，存于） - このマンガがすごい！WEB

- 異世界居酒屋～古都アイテーリアの居酒屋のぶ～公式サイト （页面存档备份，存于）
- アニメ　異世界居酒屋～古都アイテーリアの居酒屋のぶ～ （页面存档备份，存于） - BS11
- アニメ「異世界居酒屋」的X（前Twitter）
- アニメ異世界居酒屋的Facebook專頁
- WOWOWオリジナルドラマ 異世界居酒屋「のぶ」 （页面存档备份，存于） - WOWOW
- 異世界居酒屋「のぶ」Season2～魔女と大司教編～ （页面存档备份，存于） - WOWOW
- 異世界居酒屋「のぶ」Season3～皇帝とオイリアの王女編～ （页面存档备份，存于） - WOWOW